# مورسویل، میسوری
مورسویل (به انگلیسی: Mooresville) یک روستا (ایالات متحده آمریکا) در ایالات متحده آمریکا است که در شهرستان لیوینگستون، میزوری واقع شده‌است.
 مورسویل ۰٫۴۶ کیلومتر مربع مساحت و ۹۱ نفر جمعیت دارد و ۲۸۰ متر بالاتر از سطح دریا واقع شده‌است.